# Landegem
Landegem is een dorp in de Belgische provincie Oost-Vlaanderen en een deelgemeente van Deinze, het was een zelfstandige gemeente tot aan de gemeentelijke herindeling van 1977. Het dorp ligt aan het Schipdonkkanaal, dat er ongeveer het tracé van de Oude Kale volgt. De patroonheilige van Landegem is Sint-Blasius, waaraan de kerk gewijd is.

## Geschiedenis
In de 10e eeuw werd Landegem in het Liber Traditionem van de Sint-Pietersabdij te Gent vermeld als villa Landengehem. Het grootste deel behoorde in het feodale tijdperk toe aan de heer van Nevele.
Op 1 januari 1977 werd de toenmalige gemeente Landegem bij Nevele gevoegd. Op 1 januari 2019 werd de gemeente Nevele, inclusief Landegem, op zijn beurt met Deinze samengevoegd.

## Demografische ontwikkeling
- Bronnen:NIS, Opm:1831 tot en met 1970=volkstellingen; 1976 = inwoneraantal op 31 december

## Bezienswaardigheden

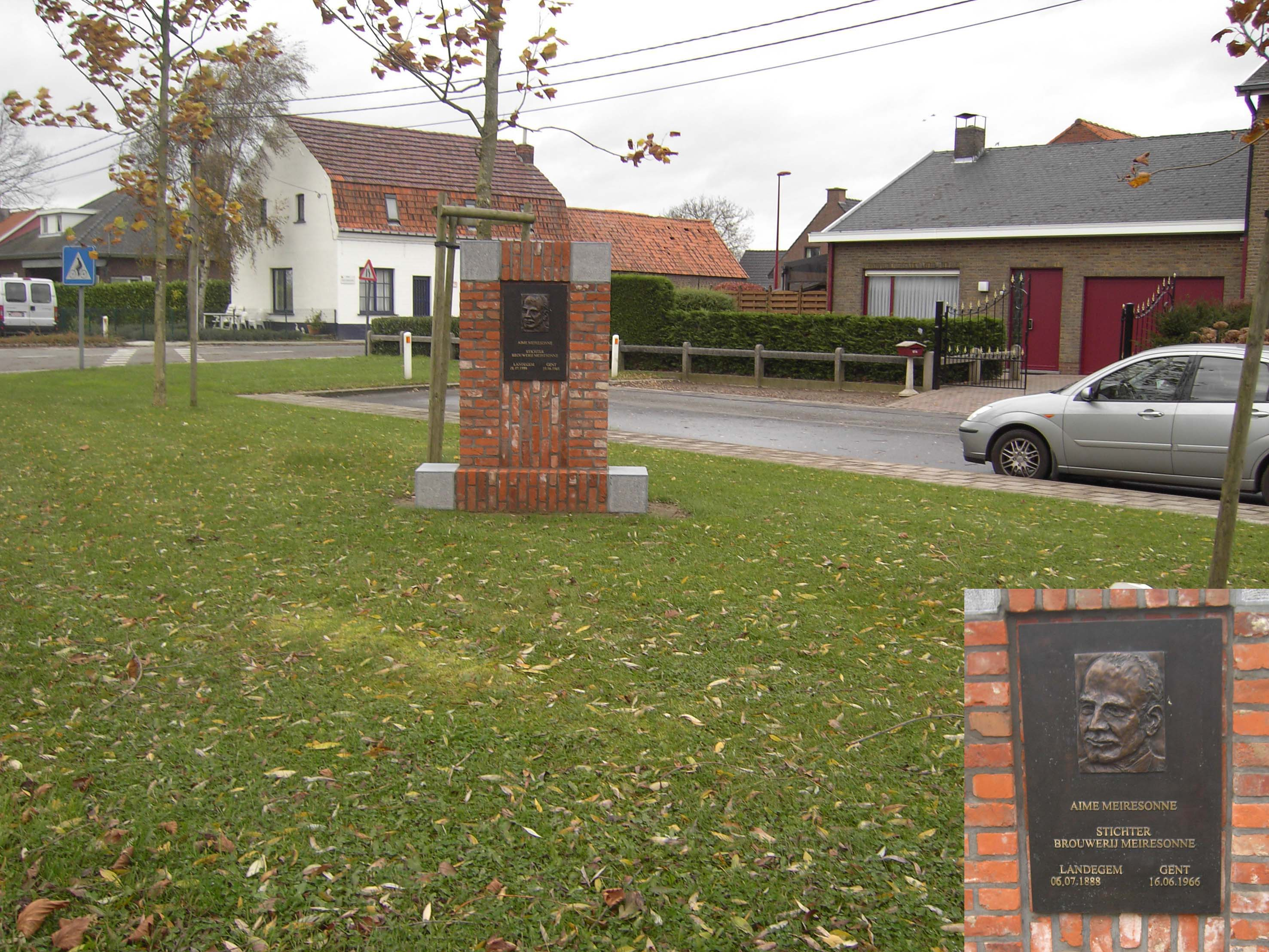
Gedenkteken Aimé Meiresonne

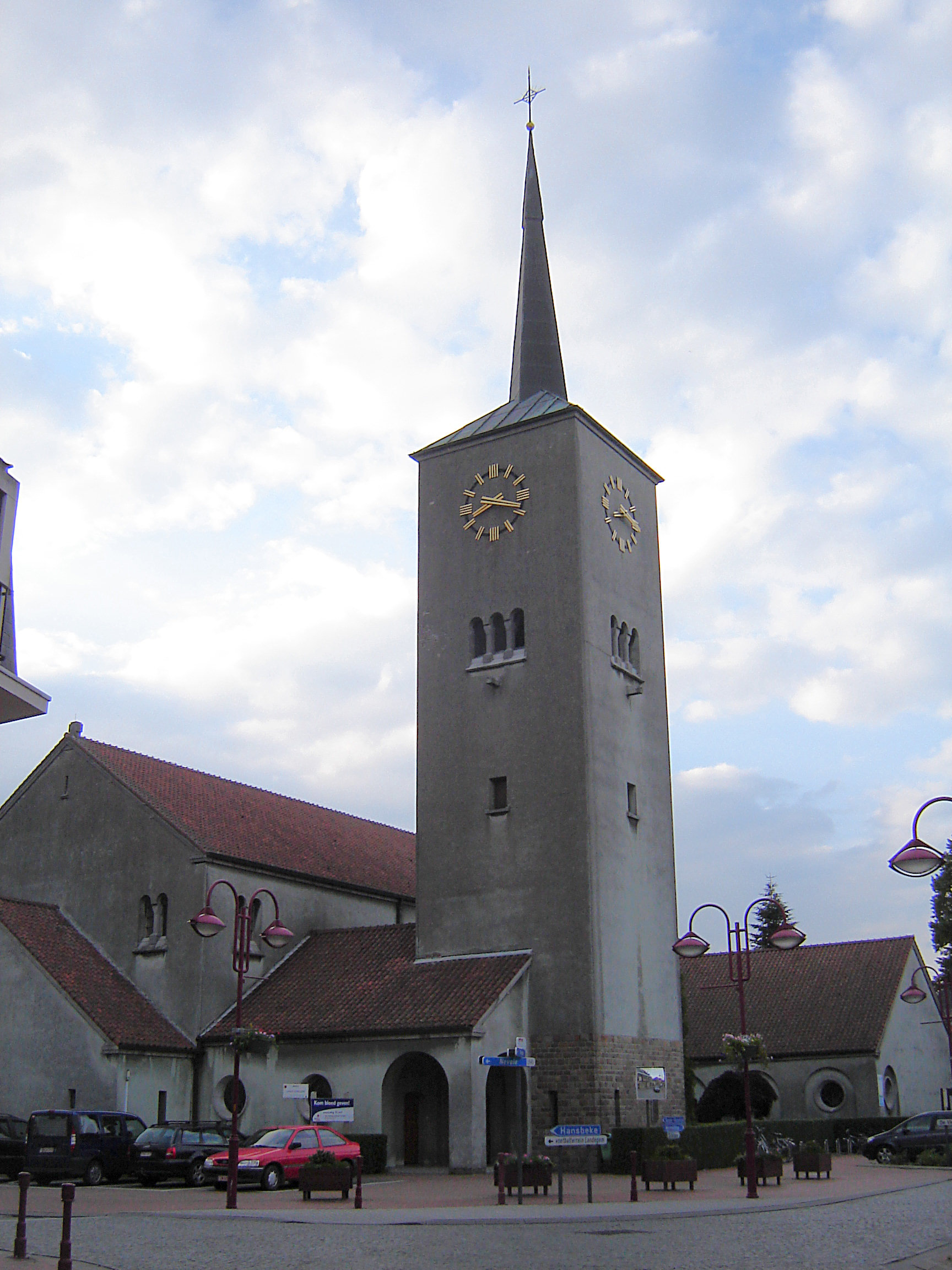
Sint-Blasius- en Sint-Margrietkerk

- In de Brouwerijstraat stond van 1871 tot 1918 de Brouwerij Meiresonne. Na de door de Duitsers aangerichte vernielingen in de Eerste Wereldoorlog, verhuisde brouwer Aimé Meiresonne naar Gent. Daar bouwde hij een grotere brouwerij uit, met op een bepaald moment 500 werknemers. In 2008 werd in Landegem een monument ter ere van de brouwer opgericht.
- De Sint-Blasius- en Sint-Margrietkerk
- Kapel Onze-Lieve-Vrouw van Zeven Weeën gelegen in de Poeldendries.
- Het Kasteel Van Hoobroeck-Van Ten Hulle
- Het Kasteel Grote Heirenthoek

## Natuur en landschap
Landegem ligt in Zandlemig Vlaanderen op een hoogte van ongeveer 10 meter. Het landschap is vlak. Landegem ligt in de vallei van de Oude Kale, met parallel daaraan het Schipdonkkanaal.

## Politiek
Landegem had een eigen gemeentebestuur en burgemeester tot de gemeentelijke fusie van 1977. De laatste burgemeester was Julien Coppens.
Burgemeesters waren:
- 1891-1894 : August Meiresonne
- 1895-1926 : Edgard François Marie Ghislain de Kerchove d'Ousselghem
- 1964-1977 : Julien Coppens

## Verkeer en vervoer
Het spoorwegstation van Landegem ligt langs de spoorlijn 50A Gent - Brugge. Net ten zuiden van Landegem loopt de A10/E40. Bij de Sint-Blasius- en Sint-Margrietkerk stopt ook een buslijn naar Deinze of Merelbeke

## Nabijgelegen kernen
Merendree, Hansbeke, Vosselare, Baarle